# Phrynium imbricatum
Phrynium imbricatum là một loài thực vật có hoa trong họ Marantaceae. Loài này được Roxb. miêu tả khoa học đầu tiên năm 1820.